# Cimetière de Cedar Hill (Vicksburg, Mississippi)
Le cimetière de Cedar Hill, aussi connu comme le cimetière de la ville de Vicksburg, est l'un des « (...) plus anciens et plus grands cimetières des États-Unis qui soient encore en usage ». La création du cimetière de Cedar Hill est antérieure à la guerre de Sécession.

## Site des tombe des soldats
Après la guerre de Sécession, une partie du cimetière de Cedar Hill est réservé pour l'enterrement des soldats confédérés  qui sont morts de maladie ou des suites de blessures. Ce site de sépulture est désigné  comme le repos des soldats et contient les tombes de quelque 5000 soldats confédérés, dont 1600 identifiés.

## Sépultures notables
- John Stevens Bowen (1830 – 1863), major général confédéré pendant la guerre de Sécession[2]
- Walker Brooke (1813 – 1869), sénateur des États-Unis du Mississippi (de 1852 à 1853)[3]
- Beverly Francis Carradine (1848 – 1931), célèbre auteur et pasteur méthodiste[4]
- Thomas C. Catchings (1847 – 1927), représentant des États-Unis du Mississippi (de 1885 à 1901)[5]
- Nicholas Daniel Coleman (1800 – 1874), représentant des États-Unis du Kentucky (de 1829 à 1831)[6]
- James William Collier (1872 – 1933), représentant des États-Unis du Mississippi (en 1909 à 1933)[7]
- Caroline Russell Compton (1907 − 1987), artiste du Mississippi[8]
- Douglas le chameau est un chameau domestiqué utilisé par l'armée confédérée pendant la guerre de Sécession[9]
- Isham Warren Garrott (1816 – 1863), brigadier général confédéré pendant la guerre de Sécession[10]
- Martin Edward Green (1815 – 1863), brigadier général confédéré pendant la guerre de Sécession
- Patrick Henry Stevens (1861 – 1933), représentant des États-Unis du Mississippi (de 1901 à 1903)[11]
- Elza Jeffords (1826 – 1885), représentant des États-Unis du Mississippi (de 1883 à 1885)[12]
- William Augustus Lake (1808 – 1861), représentant des États-Unis du Mississippi (de 1855 à 1857)[13]
- Alexander Keith McClung (1811 – 1855), lieutenant-colonel au 1st Mississippi Regiment au cours de la guerre américano-mexicaine, et chargé d'affaires des États-Unis en Bolivie (de 1849 à 1851)[14].